# 福井県道34号松ケ谷宝慶寺大野線
福井県道34号松ケ谷宝慶寺大野線（ふくいけんどう34ごう まつがたにほうきょうじおおのせん）は、福井県今立郡池田町と大野市を結ぶ県道（主要地方道）である。

## 概要
起点は足羽川沿いの山間部、稗田峠を越え大野市街に至る。全線舗装ではあるがほぼ半分の区間が未改良の狭路。峠を挟む区間は大型車の通行ができず、冬季には大型車以外の一般車両も通行できなくなる。
本路線の池田町側において並行している河川、部子川で足羽川ダムの建設が進んでいる。そのため、池田町の小畑から千代谷までの2 kmの区間は県道に並行して設けられた迂回路を通行しなければならない。

### 路線データ
- 陸上距離：26.0 km
- 起点：福井県今立郡池田町松ケ谷（国道476号交点）
- 終点：福井県大野市篠座（国道158号交点）

## 地理

### 通過する自治体
- 今立郡池田町
- 大野市

### 交差する道路
- 国道476号（福井県道2号武生美山線重複）（今立郡池田町松ケ谷、起点）
- 大野広域農道（大野市上舌）
- 国道158号（大野市篠座・篠座中交差点、終点）

### 沿線にある施設など
- 龍双ケ滝 - 日本の滝百選のひとつ
- 宝慶寺 - 曹洞宗第二道場
- 宝慶寺座禅岩
- 宝慶寺いこいの森
- 奥越ふれあい公園
- 部子川渓谷
- 木本渓流館

### 峠
- 稗田峠

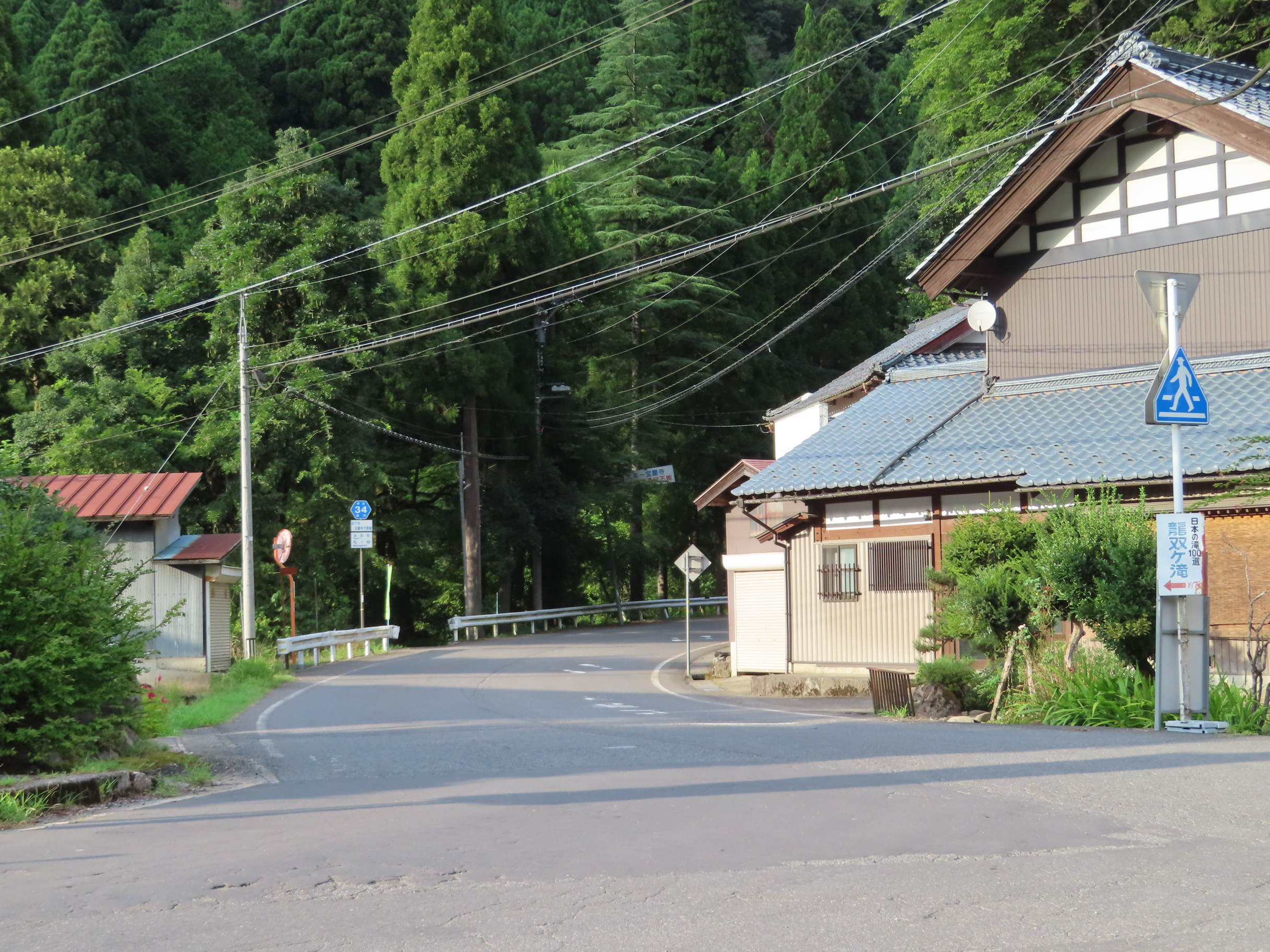
起点（池田町松ケ谷）
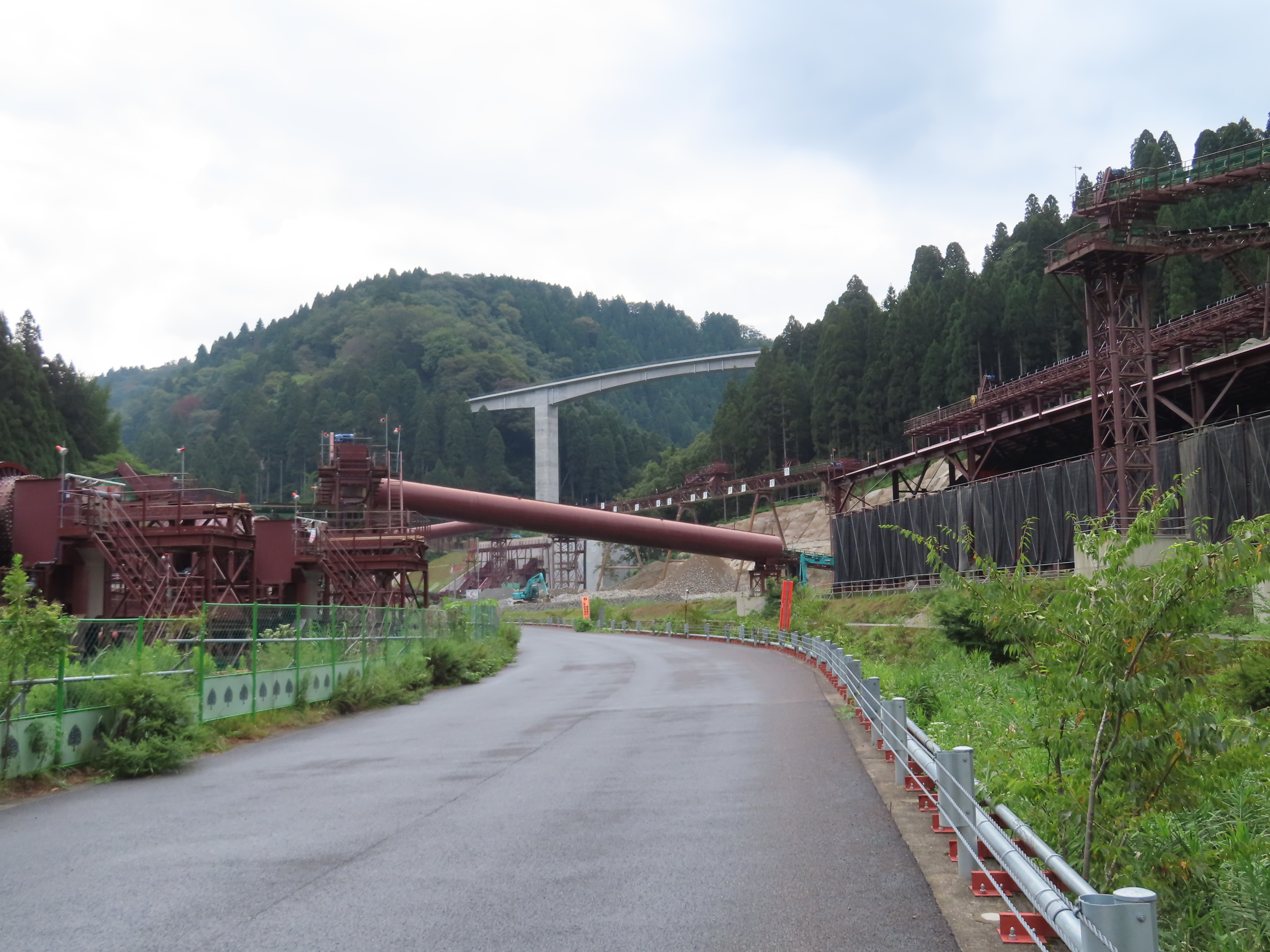
足羽川ダム建設現場
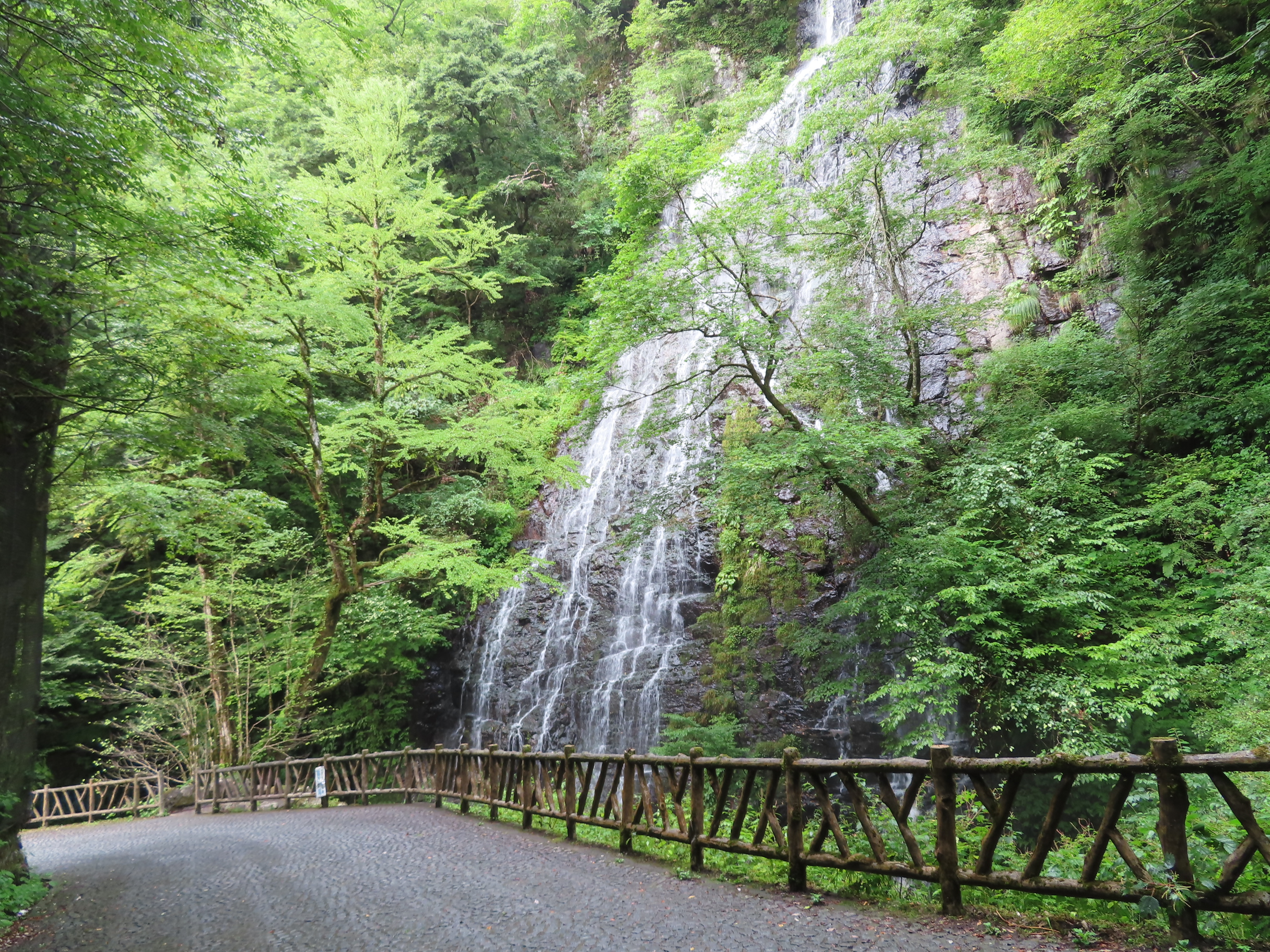
龍双ケ滝
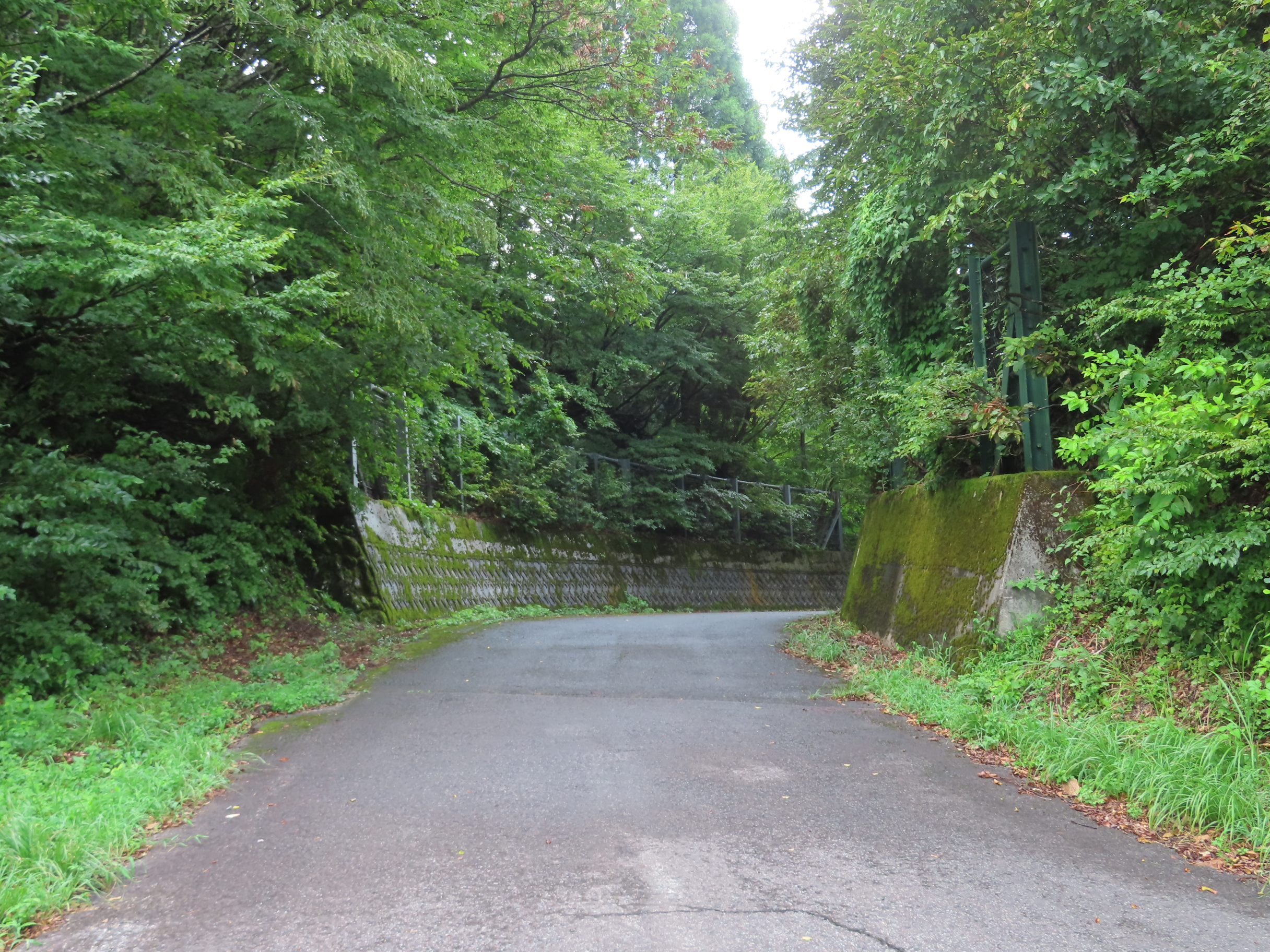
稗田峠
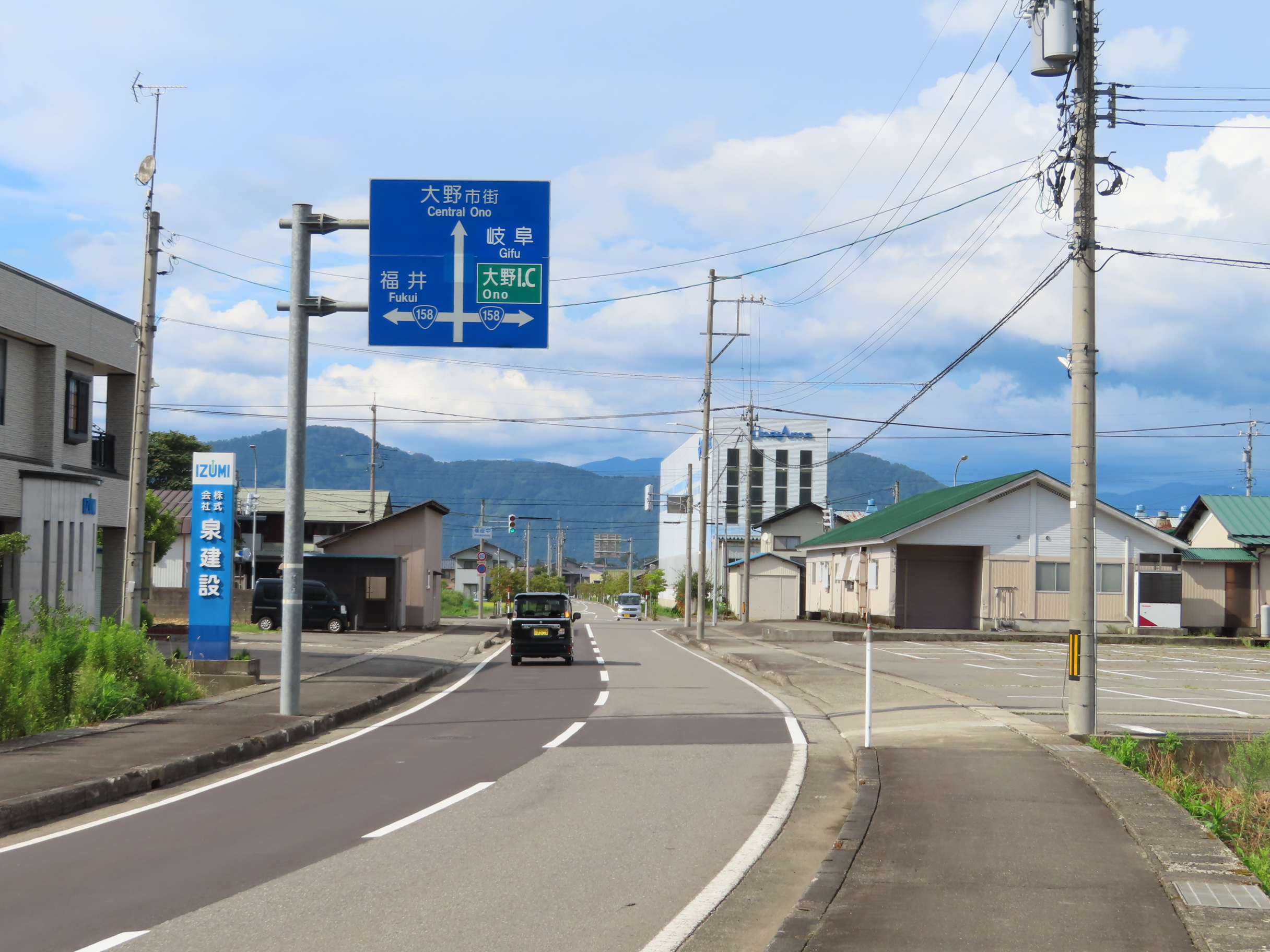
終点（大野市篠座）